# WPFW
Koordinaten: 38° 56′ 9″ N, 77° 5′ 32″ W
WPFW ist nichtkommerzielles Hörfunkprogramm, das im Rahmen des Pacifica Radio Networks in Washington, D.C. auf UKW 89.3 MHz sendet.

## Geschichte
WPFW ging am 28. Februar 1977 auf Sendung. Neben den Syndkatprogrammen von Pacifica Radio, wie Democracy Now! hat ein Großteil des Programms einen lokalen Bezug und widmet sich Jazz, Blues, Classic Soul und World Music.